# Abcoulomb
Abcoulomb (oznaka aC, tudi abC) je enota za merjenje naboja v CGS sistemu enot.
1 abcoulomb je enak 10 C (coulomb) v sistemu SI.
Če v krožni zanki s polmerom 1 cm teče tok 1 abampera, potem je v središču zanke magnetno polje 2π erstedov.